# Namazonurus namaquensis
Espèce
Synonymes
- Zonurus namaquensis Methuen & Hewitt, 1914
- Cordylus namaquensis (Methuen & Hewitt, 1914)

Statut CITES
Namazonurus namaquensis est une espèce de sauriens de la famille des Cordylidae.

## Répartition
Cette espèce se rencontre en Namibie et en Afrique du Sud.

## Étymologie
Son nom d'espèce, composé de Namaqu[aland] et du suffixe latin -ensis, « qui vit dans, qui habite », lui a été donné en référence au lieu de sa découverte.

## Publication originale
- Methuen & Hewitt, 1914 : Records and descriptions of the reptiles and batrachians of the collection. The Percy Sladen Memorial Expedition to Great Namaqualand 1912-1913.  Annals of the Transvaal Museum, vol. 4, n. 3, p. 117-145 (« texte intégral »(Archive.org • Wikiwix • Archive.is • Google • Que faire ?)).